# Asociación de Universidades Estadounidenses
La Asociación de Universidades Estadounidenses (en idioma inglés, Association of American Universities) es el nombre con el que se denomina a la unión de las universidades líderes en materia de investigación en ese país. Está conformada por 71 instituciones públicas y privadas de las cuales 69 se encuentran en Estados Unidos y 2 en Canadá.

## Historia
Fue fundada en 1900 por catorce universidades que impartían programas de Philosophiæ doctor para fortalecer y homogeneizar los programas de doctorado norteamericanos. La AAU busca elevar el nivel de los estudios de postgrado y resolver cuestiones nacionales e institucionales que son importantes para las universidades de investigación intensiva, incluida la financiación para la investigación, la política educativa y el sistema de becas.

## Miembros
La afiliación es por invitación solamente, lo cual requiere el voto afirmativo de tres cuartas partes de los miembros actuales. Las invitaciones son consideradas periódicamente, basado en parte, en una evaluación de la amplitud y calidad de los programas universitarios de investigación y educación de posgrado, así como la educación de pregrado. La asociación evalúa a sus miembros utilizando cuatro criterios: las inversiones en investigación, el porcentaje de profesores que son miembros de las Academias Nacionales, premios a la facultad, y las citas. Para revocar la afiliación solo es necesario el voto negativo de dos tercios de los miembros actuales.
En negrita las universidades fundadoras

### Universidad públicas (38)
| - University of Arizona (1985) - Arizona State University (2023) - University at Buffalo, The State University of New York (1989) - University of California, Berkeley (1900) - University of California, Davis (1996) - University of California, Irvine (1996) - University of California, Los Angeles (1974) - University of California, Riverside (2023) - University of California, San Diego (1982) - University of California, Santa Barbara (1995) - University of California, Santa Cruz (2018) - University of Colorado Boulder (1966) - University of Florida (1985) - Georgia Institute of Technology (2010) - University of Illinois at Urbana-Champaign (1908) - Indiana University Bloomington (1909) - University of Iowa (1909) - University of Kansas (1909) - University of Maryland, College Park (1969) | - University of Michigan, Ann Arbor (1900) - Michigan State University (1964) - University of Minnesota, Twin Cities (1908) - University of Missouri (1908) - Rutgers, The State University of New Jersey (1989) - University of North Carolina at Chapel Hill (1922) - Ohio State University (1916) - University of Oregon (1969) - Pennsylvania State University (1958) - University of Pittsburgh (1974) - Purdue University (1958) - University of South Florida (2023) - Stony Brook University (2001) - University of Texas at Austin (1929) - Texas A&M University (2001) - University of Utah (2019) - University of Virginia (1904) - University of Washington (1950) - University of Wisconsin–Madison (1900) |

### Universidades privadas (31)
| - Boston University (2012) - Brandeis University (1985) - Brown University (1933) - California Institute of Technology (1934) - Carnegie Mellon University (1982) - Case Western Reserve University (1969) - University of Chicago (1900) - Columbia University (1900) - Cornell University (1900) - Dartmouth College (2019) - Duke University (1938) - Emory University (1995) - George Washington University (2023) - Harvard University (1900) - Johns Hopkins University (1900) - Massachusetts Institute of Technology (1934) | - University of Miami (2023) - New York University (1950) - Northwestern University (1917) - University of Notre Dame (2023) - University of Pennsylvania (1900) - Princeton University (1900) - Rice University (1985) - University of Rochester (1941) - University of Southern California (1969) - Stanford University (1900) - Tufts University (2021) - Tulane University (1958) - Vanderbilt University (1950) - Washington University in St. Louis (1923) - Yale University (1900) |

### Universidades de Canadá (2)
- McGill University (1926)
- University of Toronto (1926)

### Bajas
- La Universidad Católica de América, una de las 14 universidades fundadoras en 1900, abandonó la asociación en 2002 al considerar que se alejaba de su ideario.[3]
- Clark University abandonó la asociación en 1999 por el cambio de orientación de la asociación hacia universidades de gran tamaño.[4]
- Iowa State University abandonó la asociación en 2022.
- University of Nebraska–Lincoln fue expulsada en 2011.
- Syracuse University abandonó la asociación en 2011

## Presidentes
| Presidente             | Período                       |
| ---------------------- | ----------------------------- |
| Thomas A. Bartlett     | 1977 - 1982                   |
| Robert M. Rosenzweig   | 1983 - 1993                   |
| Cornelius J. Pings     | 1993 - 1998                   |
| Nils Hasselmo          | Julio de 1993 - abril de 2006 |
| Robert M. Berdahl      | Mayo de 2006 - junio de 2011  |
| Hunter R. Rawlings III | Julio de 2011 - junio de 2016 |
| Mary Sue Coleman       | Julio de 2016 - junio de 2020 |
| Barbara Snyder         | Julio de 2020 - presente      |